# Kabinett Schröder III
Das Kabinett Schröder III bildete vom 30. März 1998 bis zum 27. Oktober 1998 die Niedersächsische Landesregierung. Durch Schröders Kandidatur bei der Bundestagswahl am 27. September 1998 trat er nach seiner Wahl zum Bundeskanzler als Ministerpräsident zurück. Sein Nachfolger wurde der vorherige Innenminister Gerhard Glogowski.
| Amt                                    | Name                  | Partei | Partei |
| -------------------------------------- | --------------------- | ------ | ------ |
| Ministerpräsident                      | Gerhard Schröder      |        | SPD    |
| Stellvertreter des Ministerpräsidenten | Gerhard Glogowski     |        | SPD    |
| Inneres                                | Gerhard Glogowski     |        | SPD    |
| Wirtschaft, Technologie und Verkehr    | Peter Fischer         |        | SPD    |
| Ernährung, Landwirtschaft und Forsten  | Karl-Heinz Funke      |        | SPD    |
| Finanzen                               | Heinrich Aller        |        | SPD    |
| Justiz und Europaangelegenheiten       | Wolf Weber            |        | SPD    |
| Kultus                                 | Renate Jürgens-Pieper |        | SPD    |
| Wissenschaft und Kultur                | Thomas Oppermann      |        | SPD    |
| Umwelt                                 | Wolfgang Jüttner      |        | SPD    |
| Frauen, Arbeit und Soziales            | Heidrun Merk          |        | SPD    |

Gerhard Schröder gab am Tag seiner Wahl zum Ministerpräsidenten die Regierungserklärung für die neue Wahlperiode ab.